# Conte di Enniskillen
Conte di Enniskillen è un titolo nobiliare inglese nella Parìa d'Irlanda.

## Storia

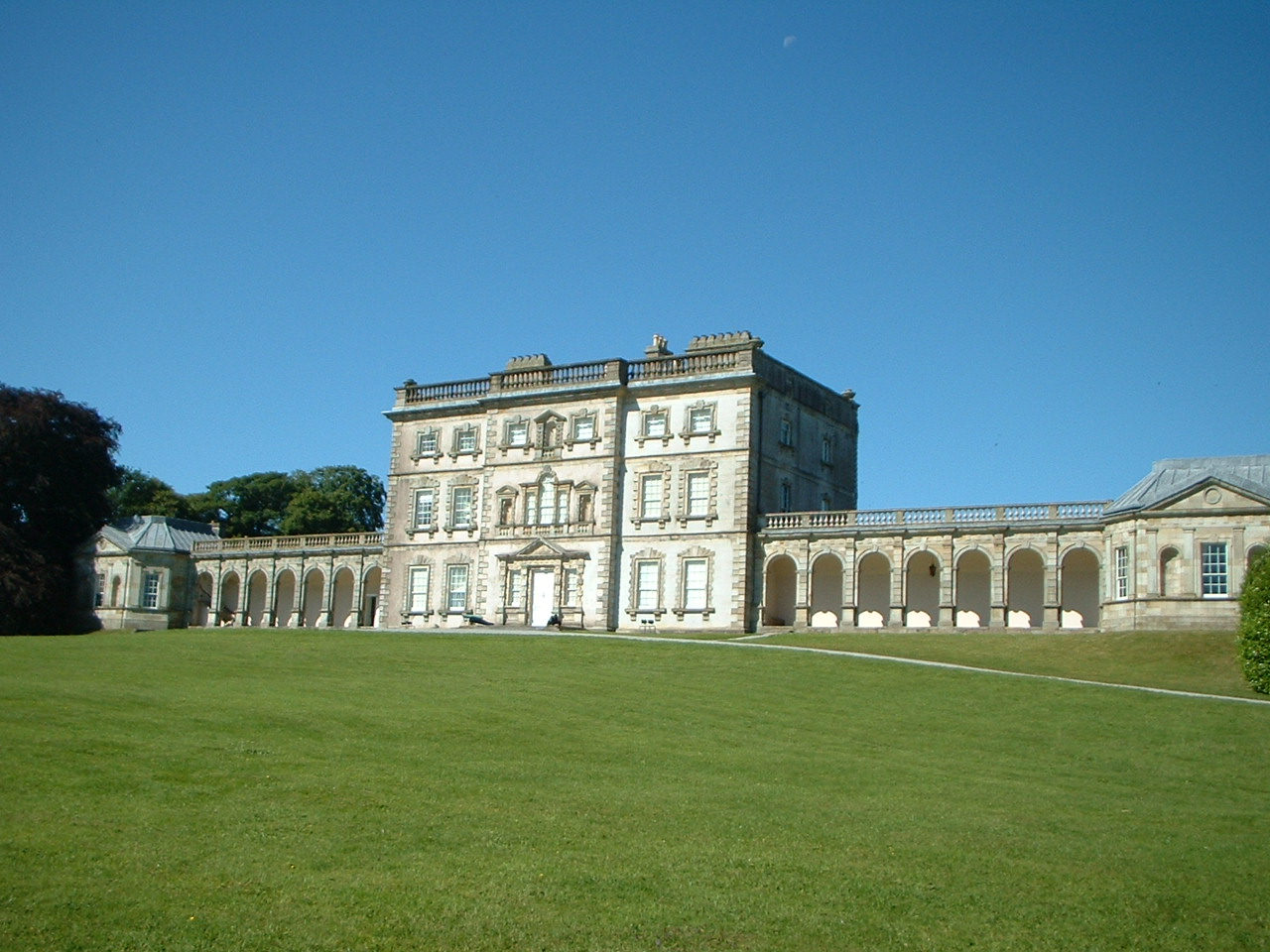
Florence Court

Il titolo venne creato nel 1789 per William Cole, I visconte Enniskillen, il quale era già stato creato Visconte Enniskillen nella parìa d'Irlanda nel 1776 ed aveva ereditato il titolo di Barone Mount Florence, di Florence Court nella Contea di Fermanagh, che era stato creato nella parìa d'Irlanda nel 1760 per suo padre John Cole, che già aveva rappresentato Enniskillen alla Camera dei Comuni irlandese.
Lord Enniskillen venne succeduto da suo figlio, il II conte, il quale rappresentò Fermanagh alla camera dei comuni britannica e fu Lord Luogotenente della Contea di Fermanagh e sedette come rappresentante irlandese alla camera dei lords dal 1804 al 1840. Nel 1815 venne creato Barone Grinstead, di Grinstead nella Contea del Wiltshire, nella Parìa del Regno Unito, che gli diede il privilegio di sedere alla camera dei lords inglese.
Suo figlio, il III conte, fu un palaeontologo e membro conservatore del parlamento per la costituente di Fermanagh. Venne succeduto da suo figlio, il IV conte, che rappresentò Enniskillen al parlamento tra le file dei conservatori. Suo figlio il V conte fu Lord Luogotenente di Fermanagh.

## Baroni Mountflorence (1760)
- John Cole, I barone Mountflorence (1709–1767)
- William Willoughby Cole, II barone Mountflorence (1736–1803) (creato Conte di Enniskillen nel 1789)

## Conti di Enniskillen (1789)
- William Willoughby Cole, I conte di Enniskillen (1736–1803)
- John Willoughby Cole, II conte di Enniskillen (1768–1840)
- William Willoughby Cole, III conte di Enniskillen (1807–1886)
- Lowry Egerton Cole, IV conte di Enniskillen (1845–1924)
- John Henry Michael Cole, V conte di Enniskillen (1876–1963)
  - Michael Galbraith Lowry Cole, visconte Cole (1921–1956)
- David Lowry Cole, VI conte di Enniskillen (1918–1989)
- Andrew John Galbraith Cole, VII conte di Enniskillen (n. 1942)

L'erede presunto è il cugino di primo grado dell'attuale detentore del titolo, Berkeley Arthur Cole (n. 1949).